# Aussichtsturm auf dem Fockeberg
Der Aussichtsturm auf dem Fockeberg ist eine Aussichtsturmruine auf dem Fockeberg bei Kłodzko.

## Beschreibung
Der Fockeberg (431 m) (polnisch Szyndzielnia (Góry Bardzkie)) ist ein Berg im Warthagebirge in den Mittelsudeten in Polen. Der Turm ist aus Ziegeln mit der Mauerdicke eines Ziegels gemauert. Das verputzte Mauerwerk verfällt; eine Treppe ist nicht mehr vorhanden. Der Turm steht 2,7 km in ostnordöstlicher Richtung vom Stadtzentrum von Kłodzko entfernt.
Unmittelbar am Turm entlang führt ein Wanderweg:
- PKP-Bahnhof Kłodzko Miasto - Kłodzka Góra